# سیران آواگیان
سیران مارتیروسی آواگیان (ارمنی: Սեյրան Մարտիրոսի Ավագյան؛ زادهٔ ۱۵ دسامبر ۱۹۵۴) یک سیاستمدار اهل ارمنستان است که از تاریخ ۱۹۹۵ تا تاریخ ۲۰۰۳ سمت نمایندگی دوره‌های اول و دوم مجلس ملی جمهوری ارمنستان را برعهده داشت. وی پیشتر از تاریخ ۱۹۹۰ تا تاریخ ۱۹۹۵ سمت نمایندگی دوره شورای عالی جمهوری ارمنستان را برعهده داشت.

## زندگی‌نامه
در  ۱۵ دسامبر ۱۹۵۴ در شهرستان شکی به دنیا آمد و از دانشگاه دولتی ایروان فارغ‌التحصیل شد. 